# MagicLand
MagicLand, noto fino al 2019 come Rainbow MagicLand, è un parco divertimenti italiano situato a Valmontone nella Città metropolitana di Roma, inaugurato il 25 maggio 2011 e aperto al pubblico il giorno successivo.

## Storia

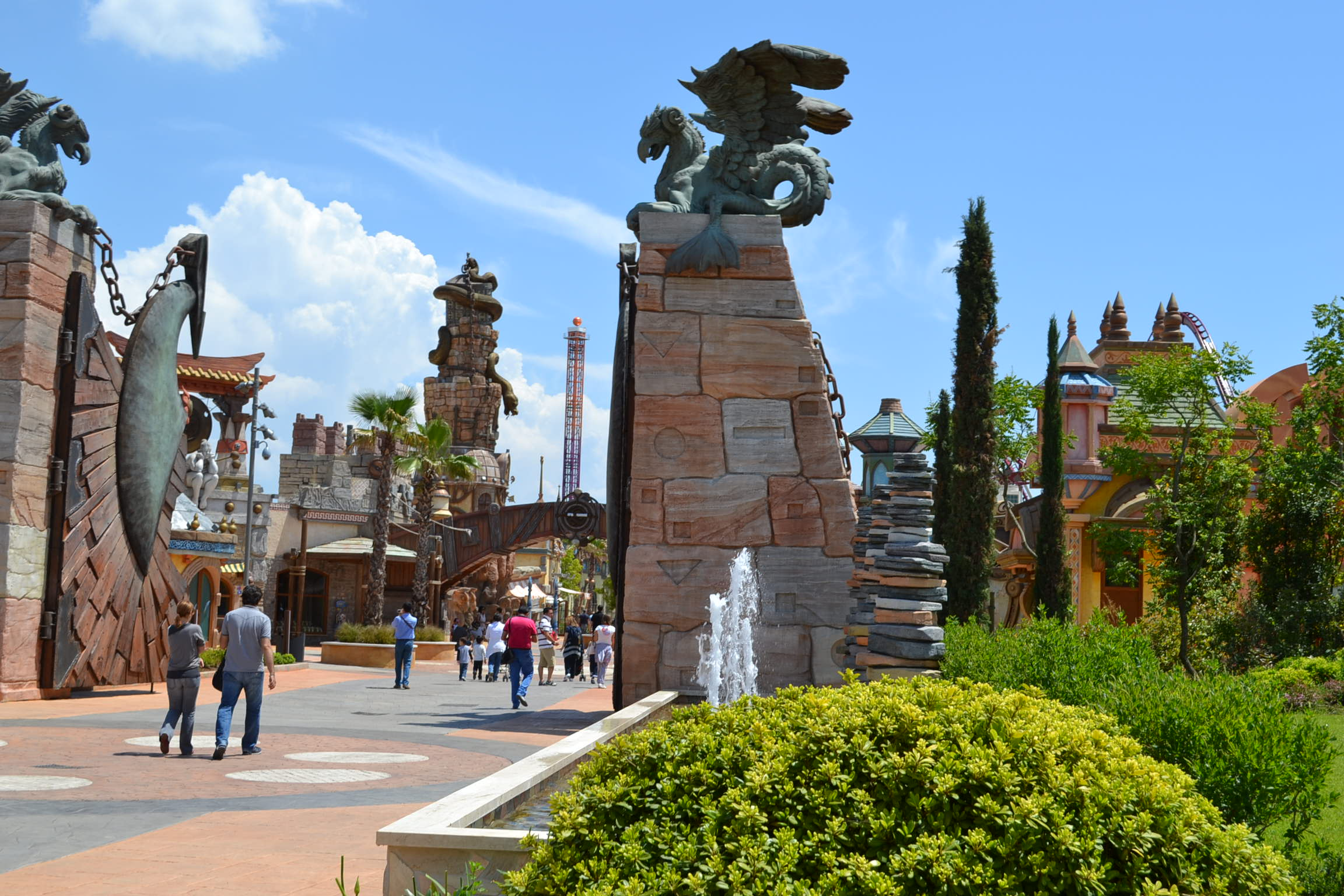
L'ingresso del parco

Il parco tematico è stato inaugurato il 25 maggio 2011 ed è stato aperto al pubblico il 26 maggio 2011. Fu il primo ed unico parco Rainbow, casa produttrice di cartoni animati. Dal 2011 al 2018 (sotto la proprietà Alfa Park) il parco si è trovato coinvolto in vari cambi dell’organo amministrativo. Dal 2019 MagicLand si trova sotto la proprietà e la dirigenza di Pillarstone Italy. Nel 2013, aprono quattro nuove attrazioni: Demonia (horror house), Battaglia Navale (splash battle), Formula Cars (percorso da affrontare con macchinine elettriche) e Magicland (playground al chiuso). Ad oggi queste attrazioni risultano dismesse, fatta eccezione per Battaglia Navale che è tuttora operativa.     
Nel 2016 il parco presenta il primo virtual coaster in Italia, implementato sul mine train Olandese Volante.
Nel dicembre 2018, dopo oltre 7 anni dall'inaugurazione e 8 stagioni di operatività, il parco viene acquistato da Pillarstone Italy, divenuto unico proprietario del parco. Nel gennaio 2019 viene presentato il piano di rilancio della struttura da 40 milioni di euro (da spendersi nell'arco temporale di 5 stagioni) e vengono presentate 4 nuove attrazioni per la prima stagione della nuova proprietà: Nui Lua (log flume), Motorgiungla (percorso da affrontare con macchinine), Jungle Camp (playground), Haunted Hotel (horror house). Le prime tre attrazioni si inseriscono nella più ampia ristrutturazione dell'intera area bambini, trasformata in un'area a tema giungla.
Durante il 2019 chiudono varie attrazioni: Formula Cars, Demonia, Su e giù e Pixie River. Inoltre chiude l’arena stunt (sostituita da Nui Lua). Il grande miglioramento intrapreso nel 2019 da Rainbow MagicLand porta alla vincita del premio “parco dell’anno” ai Parksmania Awards.
Il 16 dicembre 2019 è stato presentato sui social network del parco il nuovo logo ed è stato ufficializzato il cambio del nome della struttura, da Rainbow MagicLand a MagicLand, a causa della perdita diritti Rainbow.
Nella stagione 2020 sono stati introdotti Gattobaleno Time Machine e Cosmo Academy Planetarium: entrambe rivisitazioni di attrazioni preesistenti al Parco ma sotto licenza Rainbow, rispettivamente Pianeta Winx e il noto Castello di Alfea.
Nel 2022 è stato inaugurato Wild Rodeo, la nuova attrazione adrenalinica, insieme alla prima fase della nuova area Far West con playground per i più piccoli. Nello stesso anno viene anche annunciata l'apertura di un nuovo parco acquatico chiamato MagicSplash, aperto il 14 luglio 2023.
Verso la fine della stagione viene annunciato il ritorno dell'evento invernale Magic Christmas, l'apertura natalizia che proseguirà dal 18 novembre 2023 al 7 gennaio 2024. L'evento era stato abbandonato dal 2016, dopo 7 anni è stato riproposto in collaborazione con Il Regno di Babbo Natale che ha firmato l'evento.

## Premi vinti
- Il 15 dicembre 2012 il Parco ha ospitato il Parksmania Awards 2012 ed ha vinto il premio Parco dell'anno 2012.
- Il 25 ottobre 2014 il Parco ha vinto il premio di Parksmania Awards 2014 come miglior nuovo show outdoor con lo spettacolo Illusion.
- Il 16 ottobre 2015 il parco ha vinto, ai Parksmania Awards 2015, il premio della giuria con lo spettacolo Romeo e Giulietta.
- Il 14 ottobre 2016 il parco ha vinto, ai Parksmania Awards 2016, il premio speciale per aver portato per la prima volta in Italia la Virtual Reality Experience su un Roller Coaster: L'Olandese Volante.
- Il 18 ottobre 2019 il parco ha vinto, per la seconda volta, il premio come parco dell’anno 2019 ai Parksmania Awards 2019
- Il 15 ottobre 2021 il parco ha vinto il premio speciale della giuria con lo Show Outdoor Aquarium, ai Parksmania Awards 2020
- Il 21 ottobre 2022 il parco ha vinto il premio speciale della giuria con l'attrazione Wild Rodeo, ai Parksmania Awards 2022.
- Il 20 ottobre 2023 il parco ha vinto il premio speciale della giuria per l'iniziativa imprenditoriale di Magicsplash
- Il 25 ottobre 2024 il parco ha vinto il premio speciale della giuria per l'evento stagionale Magic Christmas, in collaborazione con il Regno di Babbo Natale di Vetralla.

## Attrazioni
Il parco conta 39 attrazioni. Queste sono suddivise a loro volta in attrazioni "per coraggiosi", "per tutti" e "per bambini".

### Per coraggiosi
| Nome          | Descrizione | Modello                   | Anno | Costruttore    |
| ------------- | --- | ------------------------- | ---- | -------------- |
| Dungeons      | Tunnel degli orrori a tema medievale. | Horror House (Walktrough) | 2023 |                |
| Shock         | Launched coaster a tema steampunk che ha un'accelerazione da 0 a 95 km/h in 2,5 secondi. Dotato di vetture X-Car è l'attrazione di punta del parco. In origine doveva avere un segmento iniziale dark ride di cui rimane ora solo la lenta parte iniziale in cui si raccontava che era frutto di un esperimento di uno scienziato pazzo, storyline mantenuta fino al 2019. | Launched X-Car Coaster    | 2011 | Maurer Rides   |
| Haunted Hotel | Percorso pedonale horror della durata di oltre 12 minuti che ha come tema un hotel infestato. | Horror House (Walktrough) | 2019 |                |
| Cagliostro    | Uno spinning indoor coaster, a tema Cagliostro, i suoi vagoni, sono composti da 4 posti e roteando danno così la sensazione di disorientamento. | Spinning-Indoor Coaster   | 2011 | Maurer Rides   |
| Mystika       | Drop Tower tematizzata con rovi e dedicata alla maga Mystika, alta 72 metri, la più alta d'Italia. Dal 2024 offre tre esperienze; Moderate: 1 salita - 1 discesa Extreme: fermata panoramica a metà - discesa Exxxtreme: 2 salite - 2 discese | Drop Tower                | 2011 | SBF Visa       |
| Wild Rodeo    | Giant Frisbee a tema West | Giant Frisbee             | 2022 | Technical Park |
| Katakumba     | Tunnel degli orrori in cui si sfugge dalla maledizione di una mummia (al contrario di Dungeons e Haunted Hotel, è solitamente disponibile durante il periodo di Halloween) | Horror House (Walktrough) | 2024 |                |

### Per tutti
| Nome                      | Descrizione | Modello                               | Anno | Costruttore        |
| ------------------------- | --- | ------------------------------------- | ---- | ------------------ |
| Baia                      | |                                       | 2011 |                    |
| Carosello                 | La giostra dei cavalli. | Carosello                             | 2011 |                    |
| Le Rapide                 | Gommoni circolari con cui ci si bagna grazie alla presenza di effetti lungo il percorso. | Raft-Ride                             | 2011 | Intamin            |
| Yucatan                   | Imbarcazione con cui si affrontano due discese con onda finale. | Spill Water                           | 2011 | Intamin            |
| Huntik                    | Multimotion dark ride Interattiva in 5D. Nato dalla serie d’animazione Huntik. | Multi-motion Interactive 5D Dark Ride | 2011 |                    |
| L'Olandese Volante        | L'Olandese Volante è un Mine Train. | Mine Train                            | 2011 | Vekoma             |
| Gran Teatro Alberto Sordi | Principale Teatro del parco |                                       | 2011 |                    |
| Maison Houdini            | Una Mad House che a 16 metri di profondità, dà l’illusione di girare sottosopra. Tematizzata come la casa di Harry Houdini.                                                                   | Mad House                             | 2011 | Vekoma             |
| Battaglia navale          | Battaglia navale con imbarcazioni vichinghe. | Splash Battle                         | 2013 | Preston & Barbieri |
| Magic Winx                | Dark ride sospesa che conduce i visitatori alla scoperta del magico mondo di Winx Club. (Fino al 2019 a tema Winx, dal 2020 al 2024 diventa Gattobaleno Time Machine con l'uso di visori VR). | Suspended Dark Ride                   | 2025 | Gosetto            |
| L'Isola Volante           | Piattaforma che si alza a 50 metri per vedere tutto il parco dall'alto. | Flying Island                         | 2011 | Vekoma             |
| Dune                      | Family coaster 365 di Vekoma a bordo di un mostriciattolo. (Fino al 2019 tematizzata sulla serie Monster Allergy chiamata Bombo)                                                              | Family Coaster 365                    |      | Vekoma             |
| Music Hall                | Teatro dell'area Old West a tema Far West. |                                       |      |                    |
| Cosmo Academy Planetarium | Planetario con 3 filmati a tema spaziale dalla durata di 20 minuti, integrato anche in Cosmo Academy. (In precedenza era il Castello di Alfea dalla serie Winx Club).                         | Planetario.                           | 2020 | RSA Cosmos         |
| Nui Lua                   | Log flume con due discese e una parte indoor nel vulcano, con delle imbarcazioni a forma di tronco.                                                                                           | Log Flume                             | 2019 | Reverchon          |
| Trenobaleno               | Trenino su ruote con accesso a pagamento che effettua il giro del parco. | Trackless Train                       | 2025 |                    |

### Per bambini
| Nome              | Descrizione                                                                    | Modello                        | Anno |
| ----------------- | ------------------------------------------------------------------------------ | ------------------------------ | ---- |
| Motorgiungla      | Scuola di guida per bambini su delle piccole jeep da safari nella giungla.     | Attività educativa per bambini | 2019 |
| Jungle Camp       | Il più grande playground ďItalia con scivoli e tanto altro.                    | Playground                     | 2019 |
| Jungle Express    | Il trenino a tema giungla.                                                     | Trenino                        | 2011 |
| Esplorabruco      | Il brucomela tematizzato giungla.                                              | Kids Coaster                   | 2011 |
| Ping il Ragno     | Piattaforma con le sembianze di un ragno che va su e giù e ruota su sé stessa. | Kid Disk'o Coaster             | 2011 |
| Stagno Magico     | Le tazze tematizzate giungla.                                                  | Tazze                          | 2011 |
| Pilastro Magico   | Una torre dove bisogna tirarsi su mediante una corda.                          | Torre D'arrampicata            | 2011 |
| Giranido          | La ruota panoramica tematizzata giungla.                                       | Ruota Panoramica               | 2011 |
| Mongolfiere       | Le mongolfiere tematizzate giungla.                                            | Mongolfiere                    | 2011 |
| Safari            | Una giostra a tema safari.                                                     | Flat Ride                      | 2011 |
| Radura dei Geyser | Un'area con spruzzi d'acqua.                                                   | Playground acquatico           | 2013 |
| Baby Jungle Camp  | La versione per bambini molto piccoli di “Jungle Camp”.                        | Playground                     | 2019 |
| Baby Ranch        | Playground a tema West.                                                        | Playground                     | 2022 |

### Attrazioni Rimosse o Rinominate
| Nome                     | Descrizione | Modello             | Anno        |
| ------------------------ | --- | ------------------- | ----------- |
| Magic Boat               | Percorso a bordo di barchette nel lago del parco. | Pedalò              | 2022        |
| Gattobaleno Time Machine | Attrazione in VR. A bordo di una macchina del tempo, la mascotte del parco Gattobaleno ci accompagnava in un viaggio in luoghi ed epoche lontane. |                     | 2020 - 2024 |
| Believix / Pianeta Winx  | La Dark Ride sospesa delle Winx. Originariamente chiamata Believix, dal 2012 cambia nome in Pianeta Winx. Verrà convertita nel 2020 in Gattobaleno Time Machine. | Suspended Dark Ride | 2011 - 2019 |
| Castello di Alfea        | Direttamente da Winx Club, è la riproduzione del college in cui vivono le fatine. Ospitava il Planetarium (oggi Cosmo Academy Planetarium). Al suo interno era possibile incontrare i personaggi di Winx Club. Era anche presente un negozio di gadget delle Winx; Magic Shop. | Planetario 4D       | 2011 - 2019 |
| Pixie Land               | Area tematizzata dedicata alle attrazioni per i più piccoli. La maggior parte delle attrazioni al suo interno, sono state ritematizzate a tema giungla in quanto a oggi corrisponde all'area Tonga.                                                                            |                     | 2011 - 2019 |

## Teatri
| Nome        | Descrizione                  | Anno |
| ----------- | ---------------------------- | ---- |
| Gran Teatro | Teatro principale del parco. | 2011 |
| Music Hall  | Palcoscenico a tema West     | 2022 |
| La Baia     | Lago del parco               | 2011 |

## Televisione
Dal 2012 il parco divertimenti è anche scenario di diversi programmi televisivi:
- Magicland (Italia 1, 2012, con  Antonio Casanova e i Fichi d'India)
- La grande magia - The Illusionist (Canale 5, 2013)
- Top One (Italia 1, 2013, con Enrico Papi)
- Parchi che passione! (Rete 4, 2013)
- Extreme Makeover: Home Edition Italia (2013)
- Si salvi chi può (con Enzo Salvi; Italia 1, 2013)
- Luna Park (Netflix, 2021)

Nel corso dello stesso anno, inoltre, sono stati girati all'interno del Parco, spezzoni di alcuni episodi delle seguenti fiction:
- Rex
- R.I.S. Roma - Delitti imperfetti
- Un medico in famiglia

Negli anni successivi MagicLand ha ospitato diverse produzioni. Questi sono alcuni dei film e serie televisive girati all'interno del Parco:
- Ti ricordi di me? (2014)
- Me contro Te - Il film: Persi nel tempo (2022)
- Era Ora (2023)